# Nikola Antić
Pour les articles homonymes, voir Antić.
Nikola Antić, né le 2 juillet 1959 à Mitrovica en Yougoslavie est un entraîneur de basket-ball.

## Biographie
Nikola Antić commence sa carrière au Budućnost Titograd avec lequel il accède en Pro A en 1980. En 1984, il rencontre celle qui deviendra sa femme, Svetlana Mugoša, alors que celle-ci s'entraîne dans la même salle que Nikola mais pour un autre sport, le handball. Nikola Antić évolue ensuite pour le KK Vojvodina en Yougoslavie puis le BK NÖN Klosterneuburg en Autriche.
En 1992, Nikola et Svetlana Antić rejoignent la France, elle à USM Gagny et lui à l'AS Bondy 93,. « On pensait rester un ou deux ans et repartir, mais le pays nous a plu et nous sommes restés. », confie-t-il. Il y reste jusqu'en 2000. En 1997, il a réalisé la performance de mettre 44 points dans la salle de Saint-Quentin et est sorti sous une ovation du public. Puis il est désigné par ses pairs meilleur joueur de Nationale 2 et aide Bondy à intégrer la Pro B puis à s'y maintenir.
Reconverti entraîneur, il est en poste à l'Étoile de Charleville-Mézières entre 2008 et 2010 puis dans le club de Pro A du Champagne Châlons Reims Basket de 2010 à 2017. Au cours de l'année 2019, il succède à Julien Espinosa sur le banc des Sharks d'Antibes en Jeep Élite mais le club est relégué. En février 2020, il mène les Azuréens à la finale de Leaders Cup Pro B (défaite 58-73 contre Nantes). Antić quitte le club en octobre 2020 après trois matchs de championnat (2v-1d).
Au mois de juin 2021, à la suite de la relégation du Boulazac Basket Dordogne en deuxième division, Nikola Antić et le club périgourdin trouvent un accord pour deux ans de contrat.